# Jan Jaroszewicz
Jan Jaroszewicz (1575-1670) was een 17e-eeuwse Poolse architect die vooral actief was in Zamość. De architect Jan Link werkte onder hem en zou zijn werk in de binnenstad voortzetten.
| Naam                  | Bouwjaar  | Adres                 | Plaats | Bijzonderheden                                    | Afbeelding |
| --------------------- | --------- | --------------------- | ------ | ------------------------------------------------- | ---------- |
| Sint-Nicolaaskerk     | 1618-1631 | Tadeusza Kościuszki 1 | Zamość |                                                   |            |
| Heilige Katharinakerk | 1637-1665 | Plac Jaroszewicza 1   | Zamość | Samen met Jan Wolff                               |            |
| Franciscaanse kerk    | 1637-1665 | Stanisława Staszica 1 | Zamość | Samen met Jan Wolff                               |            |
| Zamoyski academie     | 1639-1648 | Akademicka 1          | Zamość | Ook samen met Jan Wolff de verbouwing (1639-1651) |            |
| Stadhuis van Zamość   | 1639-1651 | Rynek Wielki 13       | Zamość | Uitbreiding (samen met Jan Wolff)                 |            |